# Idioma isaurio
El isaurio o isáurico es una lengua muerta hablada en la región de Isauria en Asia Menor. Los nombres personales de muchos personajes de origen isaurio parecen derivados del luvita y, por tanto, de origen indoeuropeo. Existe evidencia epigráfica fragmentaria, incluyendo algunas inscripciones funerarias del siglo VI d. C.
Los nombres isaurios conocidos que contienen raíces de lenguas anatolias incluyen Οαδας Oadas, Τροκονδας Trokondas (cf. luvita Tarḫunt, licio 𐊗𐊕𐊌𐊌𐊑𐊗 Trqqñt), Κουδεις Koudeis (cf. licio Kuwata) y Μοασις Moasis (cf. Hitita muwa "poder"). El nombre personal isaurio Τουατρις Touatris puede reflejar la palabra indoeuropea para 'hija' (compárese con el jeroglífico luvita FILIAtú-wa/i-tara/i-na).